# Питч

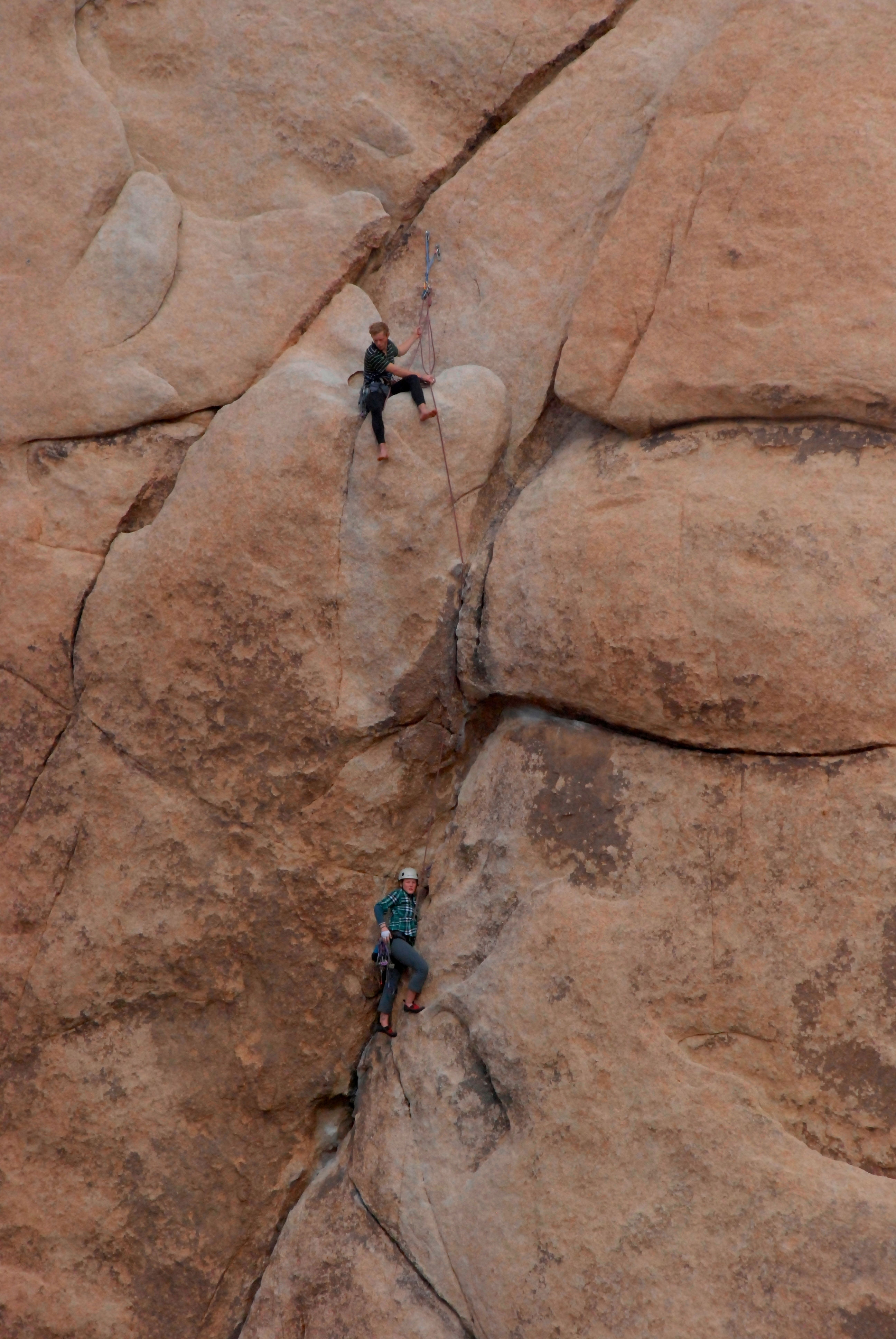
Лазание в национальном парке Джошуа-Три

Питч (англ. Pitch) — термин скалолазания, ледолазания, означающий вертикальный участок скального маршрута между двумя страховочными пунктами — «станциями».
В скалолазании протяжённость питча определяют длиной верёвки, длина которой обычно составляет 50-60 метров. Однако протяжённость питча определяют не всегда длиной верёвки, а условиями скального рельефа, местами возможной организации страховочной станции и, соответственно, смены ведущего в связке.
Длинный скальный маршрут получил название «мультипитч», то есть состоящий из нескольких последовательных питчей.
Для характеристики сложности каждого питча используют специальные условные обозначения.
Понятие «питч» иногда может быть использовано в спелеологии для обозначения вертикальных участков пещеры, которые проходят по верёвке, но среди спелеологов используется термин «колодец».